# 114 (telefonnummer)
114, også kaldet Service 114, er et dansk telefonnummer, der siden politikredsreformens ikrafttræden 1. januar 2017 har været hovednummeret til Politiet ved ikke-akutte henvendelser.
Nummeret viderestiller automatisk til nærmeste politistation, dog må borgere, der ringer fra mobiltelefoner indtaste postnummer først. Indtaster man ikke et postnummer, tager Københavns Politi opkaldet.
Opkaldene til 114 besvares af politiets servicecentre, der bemandes af både betjente og administrativt personale. Det er hensigten med nummeret, at borgere skal bruge det til:
- Anmeldelse af forbrydelser, der ikke er akutte - og som således ikke behøver udrykning
- Vejledning om sager, parkering, færdsel eller andet
- Tips og generelle forespørgsler

Det er målet, at størstedelen af opkaldene til 114 besvares inden for to minutter, og det er desuden målet, at de fleste henvendelser besvares af den første medarbejder, man taler med.
Politiet modtog i perioden 2014-2016 mellem 132.000 og 183.000 opkald på 114 månedligt.
114 har erstattet de gamle hovednumre til politiet, der endte på 1448. Dog virker de gamle telefonnumre stadig.